# Władisław Iwanow
Władisław Iwanow (ur. 14 marca 1987 w Sofii) – bułgarski siatkarz, grający na pozycji libero, reprezentant Bułgarii. 

## Sukcesy klubowe
Puchar Bułgarii:
- 2006

Mistrzostwo Bułgarii:
- 2006, 2009, 2024[3]
- 2007
- 2010, 2023

Mistrzostwo Rumunii:
- 2013, 2014
- 2012

Puchar Rumunii:
- 2013, 2014

Superpuchar Bułgarii:
- 2023[4]

## Sukcesy reprezentacyjne
Mistrzostwa Europy:
- 2009[5]

Memoriał Huberta Jerzego Wagnera:
- 2016

## Nagrody indywidualne
- 2016: Najlepszy libero Memoriału Huberta Jerzego Wagnera